# IIe Assemblée galloise
2 mai 2003 — 2 mai 2007 
 (4 ans)
Présentation
Direction
Précédent Suivant
La IIe Assemblée galloise (Second Welsh Assembly en anglais et Ail Gynulliad Gymraeg en gallois), plus couramment appelée la IIe Assemblée (Second Assembly en anglais et Yr Ail Gynulliad en gallois), est le cycle d’assemblée dévolu de l’assemblée nationale du pays de Galles qui s’ouvre le 2 mai 2003 à la suite des élections tenues la veille et s’achève le 2 mai 2007.
Comme sous le précédent cycle d’assemblée, aucun parti ne détient la majorité absolue au sein de l’Assemblée entrante dont la séance inaugurale se déroule le 7 mai 2003. Cependant, le Labour, à la tête d’une majorité relative pour la deuxième fois, forme un cabinet minoritaire dirigé par Rhodri Morgan, de nouveau désigné premier ministre en mai 2003.
Pendant toute la durée de la mandature, la présidence de l’Assemblée incombe à Dafydd Elis-Thomas, secondé par John Marek en qualité de vice-président. La chambre se réunit pour la dernière fois à l’occasion d’une séance plénière le 28 mars 2007 ; elle est dissoute à la veille des troisièmes élections de l’Assemblée, le 2 mai 2007.

## Composition de l’exécutif

### Souverain
Lors de l’ouverture de la IIe Assemblée galloise, le 2 mai 2003, Élisabeth II est la reine du Royaume-Uni depuis le 6 février 1952.

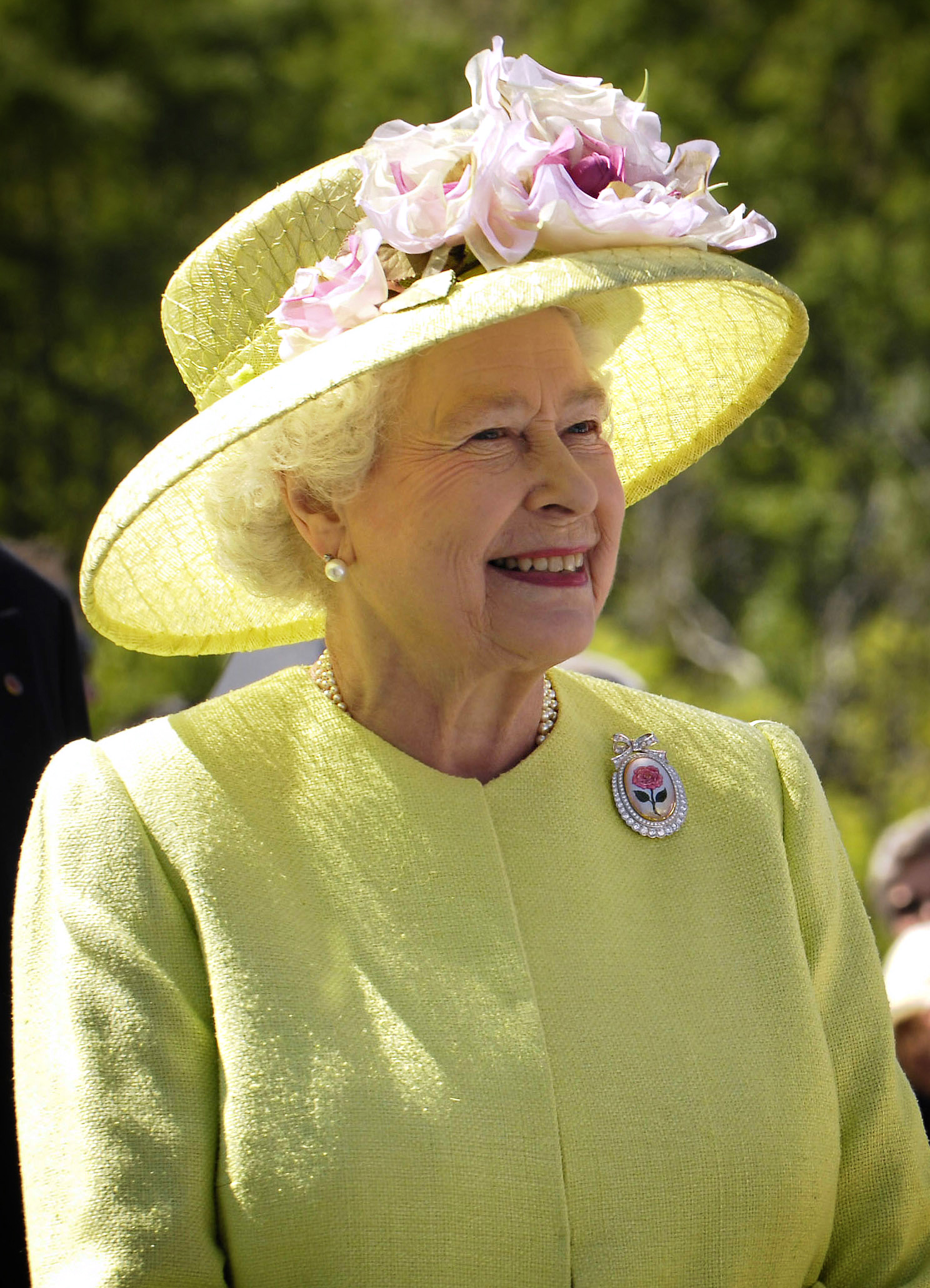
Élisabeth II, reine du Royaume-Uni.

### Premier ministre
Le premier ministre en fonction au début du cycle d’assemblée est Rhodri Morgan. À la première réunion des membres de l’Assemblée, le 7 mai 2003, il est reconduit dans sa fonction de chef de cabinet,.

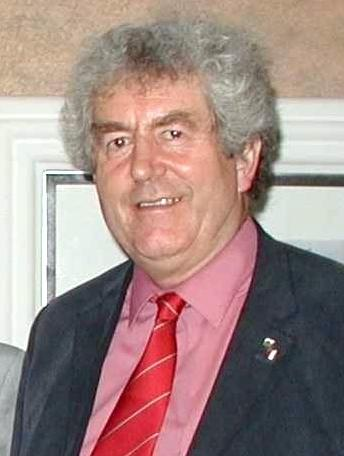
Rhodri Morgan, premier ministre de 2003 à 2007.

### Cabinets successifs
Deux structures gouvernementales, appelées « cabinets de l’Assemblée », sont en fonction pendant la deuxième mandature,.
| No  | Nom                | Dates de mandat                                      | Partis            | Premier ministre et vice-premier ministre | Premier ministre et vice-premier ministre | Premier ministre et vice-premier ministre | Premier ministre et vice-premier ministre | Composition initiale                                 |
| --- | ------------------ | ---------------------------------------------------- | ----------------- | ----------------------------------------- | ----------------------------------------- | ----------------------------------------- | ----------------------------------------- | ---------------------------------------------------- |
| 1er | Cabinet Morgan II  | 2 — 7 mai 2003 (5 jours)                             | Labour et Lib Dem |                                           | Rhodri Morgan                             |                                           | Mike German                               | 1 vice-premier ministre 8 ministres 5 vice-ministres |
| 2e  | Cabinet Morgan III | 8 mai 2003 — 2 mai 2007 (3 ans, 11 mois et 24 jours) | Labour            |                                           |                                           | 8 ministres 3 vice-ministres              |                                           |                                                      |

## Composition de l’Assemblée nationale du pays de Galles

### Résultats des élections de 2003
Des élections de l’Assemblée nationale du pays de Galles sont organisées le 1er mai 2003. Il s’agit des deuxièmes élections autonomes au pays de Galles instituées dans le cadre de la dévolution du pouvoir.
Compte tenu des modalités d’élection des membres de l’Assemblée selon le système du membre additionnel (additional member system en anglais), on distingue deux types de votes conduits simultanément et organisés à un tour :
- un scrutin uninominal majoritaire d’un représentant dans chacune des 40 circonscriptions ;
- un scrutin plurinominal de quatre représentants dans chacune des 5 régions électorales.

À l’issue de ces deux scrutins, les « sièges compensatoires » (top-up seats en anglais) sont distribués après plusieurs tours d’attribution en fonction du résultat d’une formation politique au niveau des circonscriptions et en fonction du pourcentage de voix obtenu régionalement.

#### Votes
Au niveau des circonscriptions, 40 sièges sont en jeu et 200 personnes se portent candidates à ces élections tandis que 270 candidats s’affrontent dans 50 listes à l’échelle des 5 régions électorales devant élire 4 représentants chacune, soit 20 sièges. Les conservateurs, les démocrates libéraux, les travaillistes et les nationalistes présentent des candidats dans toutes les circonscriptions et dressent des listes dans toutes les régions électorales.
La participation électorale s’élève à 38 %, soit 8 points de moins qu’aux élections de l’Assemblée de 1999 (46 %).
| \| Pourcentages des votes régionaux et de circonscriptions \| Pourcentages des votes régionaux et de circonscriptions \| Pourcentages des votes régionaux et de circonscriptions \| Pourcentages des votes régionaux et de circonscriptions \| Pourcentages des votes régionaux et de circonscriptions \| \| ------------------------------------------------------- \| ------------------------------------------------------- \| ------------------------------------------------------- \| ------------------------------------------------------- \| ------------------------------------------------------- \| \| \| \| \| \| \| \| Labour \| Labour \| \| 38.28% \| 38.28% \| \| Plaid Cymru \| Plaid Cymru \| \| 20.45% \| 20.45% \| \| Conservatives \| Conservatives \| \| 19.55% \| 19.55% \| \| Liberal Democrats \| Liberal Democrats \| \| 13.42% \| 13.42% \| \| UKIP \| UKIP \| \| 2.89% \| 2.89% \| \| Green \| Green \| \| 1.77% \| 1.77% \| \| JMIP \| JMIP \| \| 1.16% \| 1.16% \| \| Autres \| Autres \| \| 2.48% \| 2.48% \| |                   |  |        |        |
| Pourcentages des votes régionaux et de circonscriptions |                   |  |        |        |
| |                   |  |        |        |
| Labour | Labour            |  | 38.28% | 38.28% |
| Plaid Cymru | Plaid Cymru       |  | 20.45% | 20.45% |
| Conservatives | Conservatives     |  | 19.55% | 19.55% |
| Liberal Democrats | Liberal Democrats |  | 13.42% | 13.42% |
| UKIP | UKIP              |  | 2.89%  | 2.89%  |
| Green | Green             |  | 1.77%  | 1.77%  |
| JMIP | JMIP              |  | 1.16%  | 1.16%  |
| Autres | Autres            |  | 2.48%  | 2.48%  |

#### Répartition des sièges
Seuls cinq partis politiques sont représentés à l’Assemblée nationale du pays de Galles. Aucun d’entre eux ne détient la majorité absolue (31 sièges), mais le parti ayant le contingent le plus important de membres de l’Assemblée est le Labour avec 30 sièges.
| \| Pourcentage des sièges de membres de l’Assemblée \| Pourcentage des sièges de membres de l’Assemblée \| Pourcentage des sièges de membres de l’Assemblée \| Pourcentage des sièges de membres de l’Assemblée \| Pourcentage des sièges de membres de l’Assemblée \| \| ------------------------------------------------ \| ------------------------------------------------ \| ------------------------------------------------ \| ------------------------------------------------ \| ------------------------------------------------ \| \| \| \| \| \| \| \| Labour \| Labour \| \| 50.00% \| 50.00% \| \| Plaid Cymru \| Plaid Cymru \| \| 20.00% \| 20.00% \| \| Conservatives \| Conservatives \| \| 18.33% \| 18.33% \| \| Liberal Democrats \| Liberal Democrats \| \| 10.00% \| 10.00% \| \| JMIP \| JMIP \| \| 1.67% \| 1.67% \| |                   |  |        |        |
| Pourcentage des sièges de membres de l’Assemblée |                   |  |        |        |
| |                   |  |        |        |
| Labour | Labour            |  | 50.00% | 50.00% |
| Plaid Cymru | Plaid Cymru       |  | 20.00% | 20.00% |
| Conservatives | Conservatives     |  | 18.33% | 18.33% |
| Liberal Democrats | Liberal Democrats |  | 10.00% | 10.00% |
| JMIP | JMIP              |  | 1.67%  | 1.67%  |

#### Assemblée entrante
L’Assemblée nationale du pays de Galles élue le 1er mai 2003 entre en fonction le lendemain, lorsque les membres de l’Assemblée sont déclarés élus, jusqu’au 2 mai 2007, jour de sa dissolution, à la veille des élections générales.
La séance d’installation de l’Assemblée se déroule le 7 mai 2003 tandis que la séance de fin de mandature se tient le 28 mars 2007,.
Parmi les 60 membres élus à l’Assemblée, on dénombre :
- 30 femmes (50 % des sièges) ;
- un membre de la Chambre des lords (1,67 % des sièges).

| Parti                        | Mode d’élection de membres | Mode d’élection de membres | Sexe des membres | Sexe des membres | Exercice du mandat | Exercice du mandat | Participation à une législature | Participation à une législature |
| ---------------------------- | -------------------------- | -------------------------- | ---------------- | ---------------- | ------------------ | ------------------ | ------------------------------- | ------------------------------- |
| Parti                        | Uninominal                 | Plurinominal               | Hommes           | Femmes           | Depuis 1999        | Depuis 2003        | Communes                        | Lords                           |
| Labour                       | 30                         | —                          | 11               | 19               | 21                 | 8                  | —                               | —                               |
| Plaid Cymru                  | 5                          | 7                          | 6                | 6                | 10                 | 2                  | —                               | 1                               |
| Conservatives                | 1                          | 10                         | 9                | 2                | 7                  | 4                  | —                               | —                               |
| Liberal Democrats            | 3                          | 3                          | 3                | 3                | 5                  | —                  | —                               | —                               |
| John Marek Independent Party | 1                          | —                          | 1                | —                | 1                  | —                  | —                               | —                               |

### Modifications à la composition
La composition de l’Assemblée nationale du pays de Galles est modifiée par une élection partielle au niveau des circonscriptions à la suite du décès d’un membre de l’Assemblée.

#### Élection partielle
| Circonscription | Membre sortant | Parti | Parti       | Fin de mandat | Raison | Membre entrant | Parti | Parti       | Élection     | Début de mandat |
| --------------- | -------------- | ----- | ----------- | ------------- | ------ | -------------- | ----- | ----------- | ------------ | --------------- |
| Blaenau Gwent   | Peter Law      |       | Independent | 25 avril 2006 | Décès  | Trish Law      |       | Independent | 29 juin 2006 | 30 juin 2006    |

## Élection de la présidence de l’Assemblée
Le président de l’Assemblée nationale du pays de Galles est élu le 7 mai 2003 à la séance d’ouverture de la deuxième mandature. Elle est présidée par Paul Silk, greffier de l’Assemblée.
Le greffier demande aux membres de l’Assemblée des candidatures pour le poste. Edwina Hart, membre du groupe travailliste, propose alors la candidature du président sortant Dafydd Elis-Thomas (Plaid Cymru) qu’Ieuan Wyn Jones appuie en qualité de représentant du groupe de Plaid. En l’absence d’autres candidatures et d’objections, il est déclaré élu par le greffier et prend place à la tête de l’Assemblée.
| Candidat       | Groupe         | Groupe         | Premier tour | Premier tour | Situation |
| Candidat       | Groupe         | Groupe         | Voix         | %            | Situation |
| -------------- | -------------- | -------------- | ------------ | ------------ | --------- |
| John Marek     |                | Independent    | 30           | 50,85        | Élu       |
| Peter Law      |                | Labour         | 29           | 49,15        |           |
|                |                |                |              |              |           |
| Inscrits       | Inscrits       | Inscrits       | 60           | 100,00       |           |
| Votants        | Votants        | Votants        | 59           | 98,33        |           |
| Blancs et nuls | Blancs et nuls | Blancs et nuls | 0            | 0,00         |           |
| Exprimés       | Exprimés       | Exprimés       | 59           | 100,00       |           |

Le président demande ensuite à ses collègues des candidats pour le poste de vice-président de l’Assemblée nationale du pays de Galles. Peter Law (Labour) suggère son propre nom, soutenu par Jocelyn Davies, membre de Plaid, tandis que William Graham (Conservatives) propose le vice-président sortant John Marek (JMIP), qui siège en non-inscrit, avec son appui et son accord. Une élection à bulletin secret se tient donc entre les deux candidats ; John Marek la remporte et est déclaré vice-président par le président.

## Élection du premier ministre
Lors de la séance inaugurale du 7 mai 2003, le président de l’Assemblée nationale du pays de Galles suggère aux membres de l’Assemblée de proposer un candidat pour occuper le poste de premier ministre. Lynne Neagle, au nom du Labour avance la candidature de Rhodri Morgan. En l’absence d’autres propositions, il est déclaré premier ministre par le président.

## Groupes politiques

### Présidences et statuts des groupes
| Groupes    | Groupes                                      | Abréviation | Chef                        | Statut vis-à-vis du cabinet | Statut vis-à-vis du cabinet |
| Groupes    | Groupes                                      | Abréviation | Chef                        | Position                    | Période                     |
| ---------- | -------------------------------------------- | ----------- | --------------------------- | --------------------------- | --------------------------- |
|            | Labour / Llafur                              | LAB         | Rhodri Morgan (2003-2007)   | Participation - (I - II)    | 2003-2007                   |
|            | The Party of Wales / Plaid Cymru             | PC          | Ieuan Wyn Jones (2003-2007) | Opposition (officielle)     | 2003-2007                   |
|            | Conservatives / Ceidwadwyr                   | CON         | Nick Bourne (2003-2007)     | Opposition                  | 2003-2007                   |
|            | Liberal Democrats / Democratiaid Rhyddfrydol | LD          | Mike German (2003-2007)     | Participation (I)           | 2003                        |
| Opposition | Liberal Democrats / Democratiaid Rhyddfrydol | LD          | Mike German (2003-2007)     | 2003-2007                   |                             |

### Composition
À l’ouverture de la deuxième mandature, quatre groupes politiques sont formés à l’Assemblée nationale du pays de Galles.

#### Labour
Le groupe du Labour (Lafur en gallois) se compose de 30 membres de l’Assemblée à l’entrée en fonction de la mandature.
Rhodri Morgan, nommé premier ministre le 7 mai 2003, chef du groupe depuis le 11 février 2000 à la suite de la démission d’Alun Michael, sous le premier cycle d’assemblée, est de facto reconduit sous la IIe Assemblée,.
Le 18 avril 2005, Peter Law annonce au président de l’Assemblée qu’il n’est plus membre du Labour. Il siège à compter de cette date parmi les non-inscrits, abaissant ainsi le nombre de membres de l’Assemblée travaillistes à 29,.

#### Plaid Cymru
Le groupe de Plaid Cymru (The Party of Wales en anglais) se compose de 12 membres de l’Assemblée à l’entrée en fonction de la mandature.
Ieuan Wyn Jones, chef du groupe depuis le 4 août 2000 à la suite de la démission de Dafydd Wigley, sous la première mandature, tout juste reconduit dans sa fonction, démissionne le 8 mai 2003 de la présidence de Plaid Cymru et de celle du groupe. Il reste cependant en fonction dans ces deux postes jusqu’à l’élection d’un nouveau chef et d’un nouveau président (en). Le 15 septembre 2003, Ieuan Wyn Jones bat Helen Mary Jones et Rhodri Glyn Thomas dans l’élection du chef de groupe à l’Assemblée tandis que Dafydd Iwan devient président de Plaid,,,.

#### Conservatives
Le groupe des Conservatives (Y Ceidwadwyr en gallois) se compose de 11 membres de l’Assemblée à l’entrée en fonction de la mandature.
Nick Bourne, chef du groupe depuis le 18 août 1999 à la suite de la démission de Rod Richards, sous la première mandature, est reconduit sous la IIe Assemblée,.

#### Liberal Democrats
Le groupe des Liberal Democrats (Y Democratiaid Rhyddfrydol en gallois) se compose de 6 membres de l’Assemblée à l’entrée en fonction de la mandature.
Mike German, chef du groupe depuis le 12 mai 1999, sous la première mandature, est reconduit sous la IIe Assemblée,.

#### Non-inscrits
À l’ouverture du cycle d’assemblée, John Marek est le seul membre de l’Assemblée à siéger en indépendant. Ancien membre du Labour, il appartient politiquement au John Marek Independent Party (JMIP) jusqu’à la création de Foward Wales (Cymru Ymlaen en gallois) le 8 novembre 2003,,.
Le 18 avril 2005, Peter Law devient le deuxième membre de l’Assemblée non-inscrit à la suite de son départ du groupe travailliste. Il n’appartient à aucun parti politique à compter du 15 avril 2005 mais il est soutenu par le Blaenau Gwent People’s Voice Group (BGPVG) après son élection à Westminster le 5 mai 2005. Il meurt le 25 avril 2006,,,.
Le 29 juin 2006, Trish Law, la veuve de Peter Law, est élue à Blaenau Gwent pour lui succéder. Elle entre en fonction le lendemain et siège parmi les indépendants. Politiquement, elle est membre de People’s Voice lorsque l’ancien Blaenau Gwent People’s Voice Group est transformé en parti politique sous ce nom au 30 janvier 2007,,,.

### Historique de la composition des groupes
|               | Groupe                                                 | Groupe                                                 | Groupe                                                 | Groupe                                                 | Non-inscrits                                           | Vacant                                                 |
| LAB           | PC                                                     | CON                                                    | LD                                                     |                                                        | Non-inscrits                                           | Vacant                                                 |
| ------------- | ------------------------------------------------------ | ------------------------------------------------------ | ------------------------------------------------------ | ------------------------------------------------------ | ------------------------------------------------------ | ------------------------------------------------------ |
|               |                                                        |                                                        |                                                        |                                                        | Non-inscrits                                           | Vacant                                                 |
| 2 mai 2003    | Début de la deuxième mandature de l’Assemblée galloise | Début de la deuxième mandature de l’Assemblée galloise | Début de la deuxième mandature de l’Assemblée galloise | Début de la deuxième mandature de l’Assemblée galloise | Début de la deuxième mandature de l’Assemblée galloise | Début de la deuxième mandature de l’Assemblée galloise |
| 7 mai 2003    | 30                                                     | 12                                                     | 11                                                     | 6                                                      | 1                                                      |                                                        |
| 18 avril 2005 | 29                                                     | 12                                                     | 11                                                     | 6                                                      | 2                                                      |                                                        |
| 25 avril 2006 | 29                                                     | 12                                                     | 11                                                     | 6                                                      | 1                                                      | 1                                                      |
| 30 juin 2006  | 29                                                     | 12                                                     | 11                                                     | 6                                                      | 2                                                      |                                                        |
| 2 mai 2007    | Fin de la deuxième mandature de l’Assemblée galloise   | Fin de la deuxième mandature de l’Assemblée galloise   | Fin de la deuxième mandature de l’Assemblée galloise   | Fin de la deuxième mandature de l’Assemblée galloise   | Fin de la deuxième mandature de l’Assemblée galloise   | Fin de la deuxième mandature de l’Assemblée galloise   |

## Présidences des comités

### Comités permanents
Le panel des sept présidents de comités permanents (subject committees en anglais) est élu dans une séance plénière de l’Assemblée le 20 mai 2003. La composition des comités et leur présidence sont approuvées le 3 juin suivant. Le panel des sept présidents est modifié lors d’une séance du 30 novembre 2005,,.
Le 1er avril 2006, le comité du Développement économique et du Transport devient celui de l’Enterprise, de l’Innovation et des Réseaux tandis que le comité de l’Éducation et de la Formation continue est renommé comité de l’Éducation, de la Formation continue et des Compétences.
| Comité permanent                             | Formation   | Dissolution | Président | Président          | Groupe | Période   |
| -------------------------------------------- | ----------- | ----------- | --------- | ------------------ | ------ | --------- |
| Environnement, Planification et Campagne     | 3 juin 2003 | 2 mai 2007  |           | Alun Ffred Jones   | PC     | 2003-2005 |
| Environnement, Planification et Campagne     | 3 juin 2003 | 2 mai 2007  |           | Glyn Davies        | CON    | 2006-2007 |
| Éducation, Formation continue et Compétences | 3 juin 2003 | 2 mai 2007  |           | Peter Black        | LD     | 2003-2007 |
| Culture, Langue galloise et Sport            | 3 juin 2003 | 2 mai 2007  |           | Rosemary Butler    | LAB    | 2003-2007 |
| Gouvernement local et Services publics       | 3 juin 2003 | 2 mai 2007  |           | Ann Jones          | LAB    | 2003-2007 |
| Justice sociale et Régénération              | 3 juin 2003 | 2 mai 2007  |           | Janice Gregory     | LAB    | 2003-2007 |
| Santé et Services sociaux                    | 3 juin 2003 | 2 mai 2007  |           | David Melding      | CON    | 2003-2005 |
| Santé et Services sociaux                    | 3 juin 2003 | 2 mai 2007  |           | Rhodri Glyn Thomas | PC     | 2006-2007 |
| Enterprise, Innovation et Réseaux            | 3 juin 2003 | 2 mai 2007  |           | Christine Gwyther  | LAB    | 2003-2007 |

### Comités législatifs
Les sept comités législatifs (standing committees en anglais) font l’objet d’une création en début de mandature : ceux de la Chambre et des Affaires en mai 2003, ceux de l’Audit, de l’Égalité des chances, de la Législation, des Normes de conduite et des Affaires européennes et extérieures en juin 2003. À l’exception du comité de la Chambre et celui des Affaires, leurs présidents respectifs ainsi que leurs membres sont nommés en séance plénière de l’Assemblée le 3 juin 2003,.
| Comité législatif                   | Formation   | Dissolution | Président | Président       | Groupe | Période   |
| ----------------------------------- | ----------- | ----------- | --------- | --------------- | ------ | --------- |
| Chambre                             | 13 mai 2003 | 2 mai 2007  |           | John Marek      | VP     | 2003-2006 |
| Chambre                             | 13 mai 2003 | 2 mai 2007  |           | William Graham  | CON    | 2006-2007 |
| Affaires                            | 13 mai 2003 | 2 mai 2007  |           | Jenny Randerson | LD     | 2003-2007 |
| Audit                               | 3 juin 2003 | 2 mai 2007  |           | Janet Davies    | PC     | 2003-2007 |
| Égalité des chances                 | 3 juin 2003 | 2 mai 2007  |           | Gwenda Thomas   | LAB    | 2003-2007 |
| Législation                         | 3 juin 2003 | 2 mai 2007  |           | Glyn Davies     | CON    | 2003-2007 |
| Normes de conduite                  | 3 juin 2003 | 2 mai 2007  |           | Kirsty Williams | LD     | 2003-2007 |
| Affaires européennes et extérieures | 3 juin 2003 | 2 mai 2007  |           | Sandy Mewies    | LAB    | 2003-2007 |

### Comités régionaux
Contrairement aux autres comités, seuls les membres des comités régionaux (regional committees en anglais) sont nommés dans le cadre d’une séance plénière de l’Assemblée, la première étant celle du 2 juillet 2003. Leurs présidents respectifs sont nommés en leur sein.
Le 22 février 2005, le règlement intérieur est amendé pour que les comités régionaux correspondent aux cinq régions électorales utilisées pour les élections de l’Assemblée. La composition des nouveaux comités régionaux est approuvée le 27 avril 2005,.
| Comité régional                | Formation      | Dissolution   | Président | Président                | Groupe | Période   |
| ------------------------------ | -------------- | ------------- | --------- | ------------------------ | ------ | --------- |
| Galles-du-Nord                 | 2 juillet 2003 | 2 mai 2007    |           | Janet Ryder              | PC     | 2003-2004 |
| Galles-du-Nord                 | 2 juillet 2003 | 2 mai 2007    |           | Carl Sargeant            | LAB    | 2004-2005 |
| Galles-du-Nord                 | 2 juillet 2003 | 2 mai 2007    |           | Eleanor Burnham          | LD     | 2005-2006 |
| Galles-du-Nord                 | 2 juillet 2003 | 2 mai 2007    |           | Brynle Williams          | CON    | 2006-2007 |
| Galles-du-Centre               | 2 juillet 2003 | 27 avril 2005 |           | Lisa Francis             | CON    | 2003-2004 |
| Galles-du-Centre               | 2 juillet 2003 | 27 avril 2005 |           | Helen Mary Jones         | PC     | 2004-2005 |
| Galles-du-Sud-Ouest            | 2 juillet 2003 | 27 avril 2005 |           | Peter Black              | LD     | 2003-2004 |
| Galles-du-Sud-Ouest            | 2 juillet 2003 | 27 avril 2005 |           | Tamsin Dunwoody-Kneafsey | LAB    | 2004-2005 |
| Galles-du-Sud-Est              | 2 juillet 2003 | 27 avril 2005 |           | Lorraine Barrett         | LAB    | 2003-2004 |
| Galles-du-Sud-Est              | 2 juillet 2003 | 27 avril 2005 |           | Mike German              | LD     | 2004-2005 |
| Galles-du-Centre-et-de-l’Ouest | 27 avril 2005  | 2 mai 2007    |           | Christine Gwyther        | LAB    | 2005-2006 |
| Galles-du-Centre-et-de-l’Ouest | 27 avril 2005  | 2 mai 2007    |           | Mick Bates               | LD     | 2006-2007 |
| Galles-du-Sud-Occidentales     | 27 avril 2005  | 2 mai 2007    |           | Janet Davies             | PC     | 2005-2006 |
| Galles-du-Sud-Occidentales     | 27 avril 2005  | 2 mai 2007    |           | Janice Gregory           | LAB    | 2006-2007 |
| Galles-du-Sud-Centrales        | 27 avril 2005  | 2 mai 2007    |           | Owen John Thomas         | PC     | 2005-2006 |
| Galles-du-Sud-Centrales        | 27 avril 2005  | 2 mai 2007    |           | Leighton Andrews         | LAB    | 2006-2007 |
| Galles-du-Sud-Orientales       | 27 avril 2005  | 2 mai 2007    |           | William Graham           | CON    | 2005-2006 |
| Galles-du-Sud-Orientales       | 27 avril 2005  | 2 mai 2007    |           | Jocelyn Davies           | PC     | 2006-2007 |

## Principaux événements

### Affaires d’assemblée
| Date             | Événement |
| ---------------- | --- |
| 1er mai 2003     | Deuxièmes élections de l’Assemblée nationale du pays de Galles |
| 2 mai 2003       | Ouverture du cycle d’assemblée |
| 7 mai 2003       | Séance inaugurale de l’Assemblée : - Dafydd Elis-Thomas est élu président - John Marek est élu vice-président - Rhodri Morgan est élu premier ministre                                 |
| 8 et 13 mai 2003 | Formation du troisième cabinet de Rhodri Morgan, |
| 20 mai 2003      | Élection du panel de présidents de comités permanents |
| 3 juin 2003      | Élection de présidents de comités législatifs |
| 5 juin 2003      | Ouverture solennelle de l’Assemblée par Élisabeth II, le duc d’Édimbourg et le prince de Galles                                                                                        |
| 31 mars 2004     | Publication du rapport de la commission indépendante sur les pouvoirs et les arrangements électoraux de l’Assemblée dirigée par Ivor Richard, baron Richard                            |
| 26 avril 2004    | Changement de nom du bureau de la Présidence en service parlementaire de l’Assemblée                                                                                                   |
| 6 octobre 2004   | Approbation d’une motion demandant au premier ministre de presser le secrétaire d’État de faire amender le Government of Wales Act 1998 à la suite du rapport de la commission Richard |
| 8 décembre 2005  | Publication du Government of Wales Bill 2005 et première lecture aux Communes |
| 7 février 2006   | Première séance de l’Assemblée dans le Siambr du Senedd |
| 1er mars 2006    | Ouverture royale du Senedd par Élisabeth II, le duc d’Édimbourg, le prince de Galles et la duchesse de Cornouailles                                                                    |
| 25 juillet 2006  | Sanction royale apportée au Government of Wales Act 2006 |
| 7 février 2007   | Approbation du nouveau règlement intérieur de l’Assemblée |
| 12 février 2007  | Entrée en fonction de Claire Clancy, nouvelle directrice générale et greffière de l’Assemblée                                                                                          |
| 28 mars 2007     | Dernière séance de l’Assemblée |
| 30 avril 2003    | Clôture du cycle d’assemblée |

### Adresses à l’Assemblée
| Date             | Personnalité                                                           |
| ---------------- | ---------------------------------------------------------------------- |
| 9 juillet 2003   | Helen Clark, premier ministre de Nouvelle-Zélande                      |
| 19 novembre 2003 | Erwin Teufel, ministre-président de Bade-Wurtemberg                    |
| 31 mars 2004     | Vaira Vīķe-Freiberga, présidente de la république de Lettonie (visite) |